# Murder City
Murder City est une série télévisée britannique en 10 épisodes de 90 minutes créée par Robert Murphy et diffusée entre le 17 mars 2004 et le 26 avril 2006 sur le réseau ITV1.
En France, la série est diffusée depuis le 30 mars 2005 sur Paris Première.

## Synopsis
Cette série met en scène les enquêtes policières d'un duo de détectives, Susan Alembic et Luke Stone, à Londres.

## Distribution
- Amanda Donohoe : Susan Alembic
- Kris Marshall : Luke Stone
- Geff Francis : Adrian Dumfries
- Amber Agar : Docteur Anvar « Annie »  Parvez
- Laura Main : Alison Bain
- Connor McIntyre : Frank Craven
- Alexis Conran : Docteur Simon Dunne

## Épisodes

### Première saison (2004)
1. À chacun sa méthode (The Critical Path)
2. Tempête sous un crâne (Under the Skin)
3. Petits arrangements familiaux (Happy Families)
4. Le Prix à payer (Mr Right)
5. Sur un air de jazz (Big City Small World)
6. La Cible (Nothing Sacred)

### Deuxième saison (2006)
1. Trahisons (Wives and Lovers)
2. Titre français inconnu (Just Seventeen)
3. La mort d'un gigolo (Death of a Ladies' Man)
4. Titre français inconnu (Game Over)